# طواف أذربيجان 2015
طواف أذربيجان 2015 (بالإنجليزية: 2015 Tour d'Azerbaïdjan)‏  هو سباق دراجات هوائية، وهو الموسم رقم 4 من نفس السباق، وأقيم في 2015، وهو أحد سباقات طواف أوروبا للدراجات 2015، وهو من نوع سباق المرحلة، وقد شارك في السباق 147 متسابقاً ووصل إلى نهايته 109 متسابقاً.
.

## الفرق
| فرق قارية محترفة (4)- أندروني جوكاتولي-سيدرمك 2015 ‏ - دراباك 2015 ‏ - تيم نوفو نورديسك ‏ - غازبروم روسفيلو ‏ فرق قارية (17)- أدريا موبيل 2015 ‏ - Team Illuminate (men's team) ‏ - An Post–Chain Reaction ‏ - Nex CCN Cycling Team ‏ - CK Banská Bystrica ‏ - Cycling Academy - Team Dukla Praha (men's team) ‏ - Giant Cycling Team ‏ - أدفاريكس هرينكو سيلينج 2015 ‏ - Leopard TOGT Pro Cycling ‏ - مينسك سي سي 2015 ‏ - MLP Team Bergstraße ‏ - Parkhotel Valkenburg CT ‏ - Synergy Baku Cycling Project ‏ - AP Hotels & Resorts–Tavira–SC Farense ‏ - توركو سيكارسبوش 2015 ‏ - Tuşnad Cycling Team ‏ فرق وطنية (4)- فريق إستونيا لركوب الدراجات للرجال 2015‏ - فريق اليونان لركوب الدراجات للرجال 2015‏ - فريق المجر لركوب الدراجات للرجال 2015‏ - فريق كازاخستان لركوب الدراجات للرجال 2015 ‏ |  |
| |  |

## التصفيات
| المرحلة | الفائز          | التصنيف العام · | تصنيف الجبل ·    | تصنيف النقاط · | تصنيف أفضل شاب ·     | Best Azeri classification · | تصنيف الفرق                           |
| ------- | --------------- | --------------- | ---------------- | -------------- | -------------------- | --------------------------- | ------------------------------------- |
| 1       | ماركو كمب       | ماركو كمب       | Elchin Asadov    | ماركو كمب      | Uladzimir Harakhavik | Maksym Averin               | Parkhotel Valkenburg Continental Team |
| 2       | بريمو روغيليتش  | بريمو روغيليتش  | بريمو روغيليتش   | Maksym Averin  | Frantisek Sisr       | Maksym Averin               | Adria Mobil                           |
| 3       | جوش إدموندسون   | بريمو روغيليتش  | Alex Surutkovich | ماركو كمب      | Frantisek Sisr       | Maksym Averin               | Adria Mobil                           |
| 4       | دانيال توريك    | بريمو روغيليتش  | Alex Surutkovich | ماركو كمب      | Frantisek Sisr       | Maksym Averin               | Adria Mobil                           |
| 5       | Sergey Firsanov | بريمو روغيليتش  | Alex Surutkovich | ماركو كمب      | Frantisek Sisr       | Maksym Averin               | Synergy Baku                          |
| النهائي | النهائي         | Primož Roglič   | Alex Surutkovich | Marko Kump     | Frantisek Sisr       | Maksym Averin               | Synergy Baku                          |

## وصلات خارجية
- الموقع الرسمي